# دیلیا رفته
دیلیا رفته (به انگلیسی: Delia's Gone) یک فیلم درام محصول سال ۲۰۲۲ به نویسندگی، کارگردانی و تهیه‌کنندگی رابرت بودرو است که بر اساس داستان کوتاهی در قفس آواز می‌خواند اثر مایکل همبلین می‌باشد. استفان جیمز، مریسا تومی، پال والتر هاوزر و تراویس فیمل در این فیلم بازی می‌کنند. فیلمبرداری در اکتبر ۲۰۲۰ انجام شد.

## داستان
فیلم در مورد مردی جوان با معلولیت ذهنی به نام لوئیس (با بازی استفان جیمز) است که به اتهام قتل خواهرش دستگیر می‌شود. حال لوئیس تلاش می‌کند تا نام خود را از این اتهام پاک کرده و قاتل واقعی را پیدا کند اما…